# La voix du Bon Dieu
La voix du Bon Dieu è l'album d'esordio in studio della cantante canadese Céline Dion, pubblicato il 6 novembre 1981 dall'etichetta discografica Super Étoiles. L'album fu pubblicato in Québec e fu preceduto dal singolo Ce n'était qu'un rêve. L'album prodotto da René Angélil, Eddy Marnay e Daniel Hétu, contiene sei canzoni inedite e tre cover.

## Contenuti
Céline Dion ha collaborato a questo progetto con Eddy Marnay, autore di canzoni per Barbra Streisand, Édith Piaf, Nana Mouskouri e Claude François, tra gli altri. L'album contiene i primi tre singoli della Dion: Ce n'était qu'un rêve (canzone scritta dalla stessa Dion e da sua madre e suo fratello Jacques), La voix du bon Dieu e L'amour viendra (adattamento francese del Dolce fiore di Dario Baldan Bembo), e altre due cover: T'ire l'aiguille di Renée Lebas, Les roses blanches di Berthe Sylva.

## Successo commerciale
René Angélil, manager di Céline (in seguito marito) ipotecò la sua casa per produrre il primo disco della cantante. Decise di pubblicare due album contemporaneamente: La voix du bon Dieu e Céline Dion chante Noël. Insieme vendettero 30 000 copie nel 1981 e successivamente furono vendute altre 125 000 copie circa, l'anno seguente. La voix du bon Dieu ha venduto 100 000 copie in totale. L'album presentò i due dei venti singoli del Québec Ce n'était qu'un rêve e La voix du bon Dieu, i quali salirono in classifica rispettivamente alla numero quattordici e alla numero undici. Ce n'était qu'un rêve fu pubblicato anche in Francia nel 1982 come primo singolo della Dion per la promozione in quel paese. Nel 2005, Céline incluse Ce n'était qu'un rêve e La voix du bon Dieu nella sua più grande raccolta di hits, On ne change pas.

## Riconoscimenti
Nel 1982, Cèline Dion venne nominata ai Félix Award nella categoria Rivelazione dell'anno.

## Tracce

### La voix du Bon Dieu
- LP: Super Étoiles - SPE 4101, Super Étoiles - CSPS 1900

Lato A
1. La voix du Bon Dieu – 3:16 (Suzanne Dumont, Eddy Marnay)
2. Au secours – 3:27 (Robert Leroux, Pierre Létourneau)
3. L'amour viendra – 4:20 (Dario Baldan Bembo, Eddy Marnay, Amerigo Cassella)
4. Autour de moi – 2:58 (Thérèse Dion, Pierre A. Tremblay)
5. Grand Maman – 3:39 (Thérèse Dion, Céline Dion, Jacques Dion)

Lato B
1. Ce n'était qu'un rêve – 3:47 (T. Dion, C. Dion, J. Dion)
2. Seul un oiseau blanc – 4:12 (Marnay, Daniel Hétu)
3. Tire L'aiguille – 2:21 (Marnay, Emile Stern, Eddie Barclay)
4. Les Roses Blanches – 5:55 (Charles Louis Pothier, Léon Raiter)

## Altre versioni pubblicate
| Titolo (Formato)                                             | Etichetta     | Numero categoria | Paese  | Anno |
| ------------------------------------------------------------ | ------------- | ---------------- | ------ | ---- |
| La Voix Du Bon Dieu (LP, Album, Riedizione)                  | Saisons       | SNS 70000        | Canada | 1983 |
| La Voix Du Bon Dieu (Musicassetta, Album)                    | Super Étoiles | 16-SP 1900       | Canada | 1981 |
| La Voix Du Bon Dieu (Musicassetta, Album, Riedizione, Dolby) | Saisons       | SNS4-70000       | Canada | 1983 |